# Tlakové útvary
Tlakové útvary jsou v meteorologii základní charakteristické objekty tlakového pole. Na synoptických meteorologických mapách je charakterizuje průběh izobar, či izohyps, a to, zda je v nich tlak vzduchu vyšší nebo nižší než v jejich okolí.

## Rozdělení
- Tlaková výše čili anticyklóna představuje jakýsi „vrcholek“ tlaku, který se projevuje aspoň jednou uzavřenou izobarou. Maximum je označeno písmenem „V“ (v angličtině a němčině "H"). Pohyb vzduchu kolem tlakové výše se na severní polokouli děje ve směru hodinových ručiček.
  - Hřeben nebo výběžek vysokého tlaku nevytváří izobary uzavřené, ale obvykle zakřivené. Směr pohybu vzduchu je obdobný jako u anticyklóny.
- Tlaková níže čili cyklóna je „prohlubeň“ tlaku, která se projevuje aspoň jednou uzavřenou izobarou. Minimum je označeno písmenem „N“ (v angličtině "L", v němčině "T"). Pohyb vzduchu kolem tlakové níže se na severní polokouli děje proti směru hodinových ručiček.
  - Brázda nízkého tlaku nevytváří izobary uzavřené, ale obvykle zakřivené. Směr pohybu vzduchu je obdobný jako u cyklóny.[2]

## Pravidelný výskyt
Tlakové pole se silně mění, často nepravidelně. Přesto lze zprůměrováním mnoha hodnot vysledovat jisté pravidelnosti, a to celoroční (permanentní) a sezónní. Mezi celoroční patří pás nízkého tlaku podél rovníku, tlakové výše (anticyklóny) v oblasti azorských a havajských ostrovů a tlakové níže (cyklóny) v oblasti Islandu a Aleut. Na severní polokouli se v zimě vyskytuje kanadská a zejména sibiřská tlaková výše, v létě íránská a severoamerická tlaková níže.